# Teoria da codificação comum
A teoria da codificação comum é uma teoria da psicologia cognitiva que descreve como as representações perceptivas (por exemplo, de coisas que podemos ver e ouvir) e as representações motoras (por exemplo, de ações manuais) estão ligadas. A teoria afirma que existe uma representação compartilhada (um código comum) tanto para a percepção quanto para a ação. Mais importante, ver um evento ativa a ação associada a esse evento e realizar uma ação ativa o evento perceptivo associado.
A ideia de ligações diretas entre percepção e ação tem origem no trabalho do psicólogo americano William James e, mais recentemente, do neurofisiologista americano Roger Sperry. Sperry argumentou que o ciclo percepção-ação é a lógica fundamental do sistema nervoso. Os processos de percepção e ação estão funcionalmente interligados: a percepção é um meio para a ação e a ação é um meio para a percepção. De fato, o cérebro dos vertebrados evoluiu para governar a atividade motora com a função básica de transformar padrões sensoriais em padrões de coordenação motora.